# Jorge Inglés

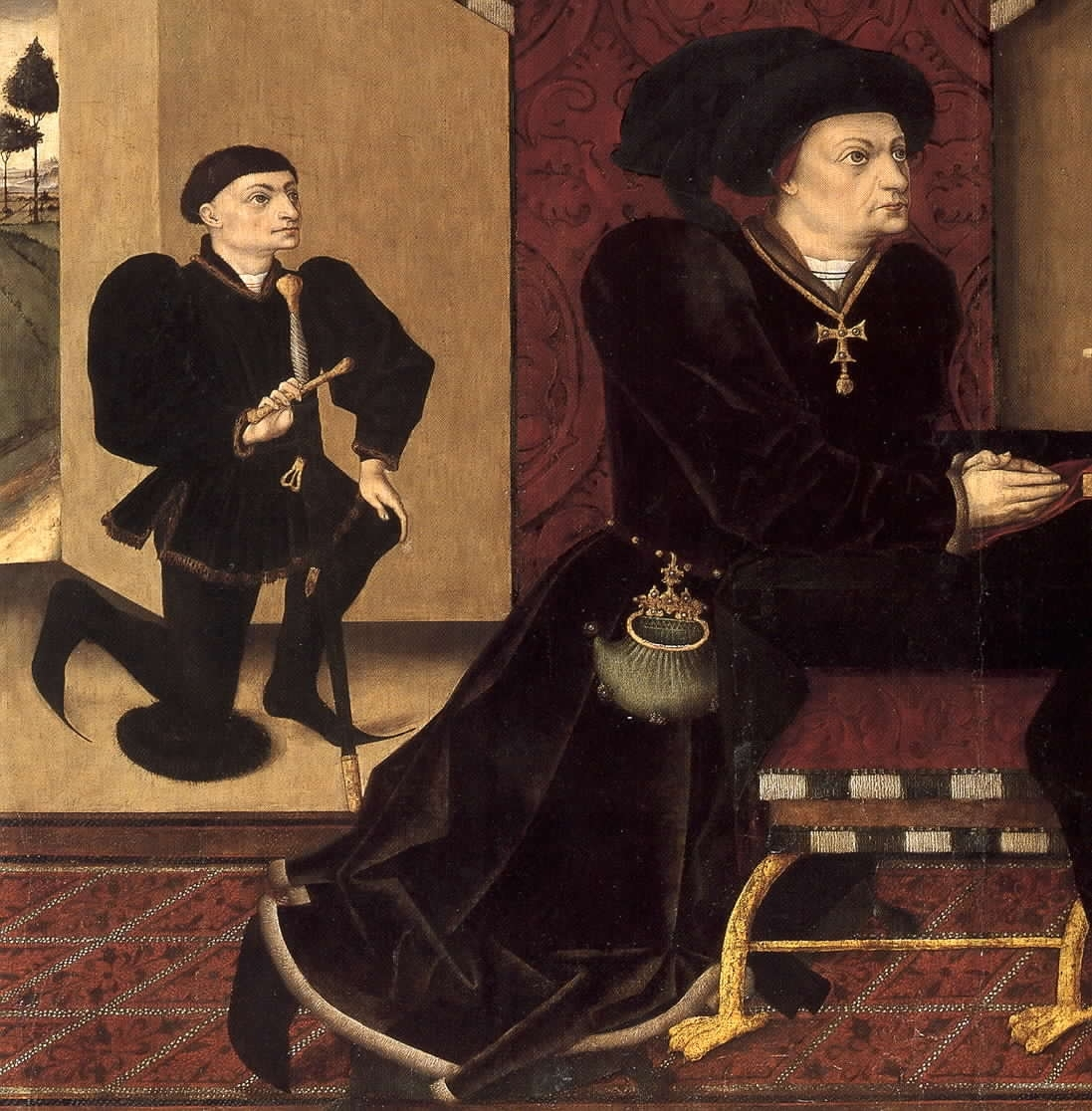
Retrato de Íñigo López de Mendoza, Marqués de Santillana, pintado por Jorge Inglés

Jorge Inglés foi um pintor do século XV, nascido na Inglaterra e que chegou em Castela a partir de Flandres para decorar a Catedral Vieja de Salamanca.